# نتکونگ، نیوجرسی
نتکونگ (به انگلیسی: Netcong) شهری در ایالت نیوجرسی کشور ایالات متحده آمریکا است که جمعیت آن در سرشماری سال ۲۰۱۰ میلادی، ۳٬۲۳۲ نفر بوده‌است.